# 오프컴
오프컴(Ofcom)으로 알려진 커뮤니케이션청(Office of Communications)은 영국의 방송, 통신 및 우편 산업 부문을 대상으로 하는 정부 승인 규제 및 경쟁 관리 위원회다.
오프컴은 텔레비전, 라디오, 통신, 및 우편 부문에 걸친 광범위한 권한을 갖는다. 경쟁을 진흥하고 유해하고 위협적인 내용들로부터 공중을 보호함으로써 소비자들과 시민들의 이해를 대변할 법적 의무를 갖는다.
오프컴의 주요 관할 영역으로는 면허 부여, 조사, 규약과 정책, 불만, 경쟁, 그리고 무선 주파수의 오용으로부터의 보호 등이 있다.
2002년 커뮤니케이션청 법(the Office of Communications Act 2002)에 의해 설립되었으며, 2003년 커뮤니케이션 법에 의해 완전한 권한을 부여받았다.

## 역사
오프컴의 창설은 2001년 6월 영국 의회를 향한 여왕의 연설에서 선언되었다. 기존의 여러 기관들을 대체할 새로운 기구는 디지털 전송 기술 발전에 의해 빠른 속도로 수렴하는 미디어 채널들을 감독할 '초-규제자'로 여겨졌다.
오프컴은 2003년 12월 29일 설립되었으며, 다섯 개의 서로 다른 규제 기구들의 책임이었던 의무들을 공식적으로 승계했다:
- 방송 기준 위원회(Broadcasting Standards Commission)
- 독립 텔레비전 위원회(Independent Television Commission)
- 통신청(Office of Telecommunications (Oftel))
- 라디오 위원회(Radio Authority)
- 라디오통신국(Radiocommunications Agency)

2009년 7월 당시 야당이었던 영국 보수당 총수 데이비드 캐머런은 독립 공공 기관의 증가를 반대하는 연설에서 다음과 같이 말했다. 
보수당 정부에서는, 지금 우리가 아는 것과 같은 오프컴은 없을 것이다. 오프컴의 임무는 기술과 강제집행의 좁은 역할로 제한할 것이다. 더 이상 정책 결정의 역할은 하지 않을 것이다. 현재 오프컴의 정책 결정 기능은 문화, 미디어, 스포츠부로 완전히 이전할 것이다.
 캐머런의 첫 수상 임기 동안 Public Bodies Act 2011에서 오프컴의 임무 중 상당수가 없어지거나 바뀌었으나, 오프컴의 실질적인 역할이 줄어들지는 않았다.
2011년 10월 1일, 오프컴은 우편 서비스 산업을 규제할 책임을 우편 서비스 위원회(Postcomm)로부터 인수했다.
2016년 1월 1일, 온디맨드 비디오 규제 권한이 온디맨드 텔레비저 위원회, ATVOD로부터 오프컴으로 이전되었다.

## 같이 보기
- 국제전기통신연합